# خزامة (نعمان)

تعديل مصدري - تعديل

خزامة هي إحدى قرى عزلة البديع بمديرية نعمان التابعة لمحافظة البيضاء، بلغ تعداد سكانها 187 نسمة حسب تعداد اليمن لعام 2004.